# Ciprian-Minodor Dobre
Ciprian Minodor Dobre (n. 26 aprilie 1971) este un deputat român, ales în 2024 din partea PNL. 